# Élections étatiques de 2024 dans l'État de Chihuahua
Les élections étatiques de 2024  dans l'État de Chihuahua se tiennent le 2 juin 2024, afin d'élire les 33 membres du congrès étatique de l'État de Chihuahua, pour un mandat de trois ans.

État de Chihuahua.

## Mode de scrutin
Le Congrès d'État de Chihuahua est constitué de 33 députés, élus selon un système mixte. 22 députés sont élus au scrutin uninominal majoritaire à un tour dans autant de circonscriptions, tandis que les 11 députés restants sont élus au scrutin proportionnel plurinominal. Les électeurs n'ont cependant qu'un seul vote.

## Résultats
|                                                |                                                |                                              |           |       |       |               |               |    |               |               |  |  |  |  |
| Parti                                          | Parti                                          | Parti                                        | Voix      | %     | +/-   | C             | +/−           | L  | Total         | +/-           |  |  |  |  |
|                                                |                                                | Mouvement de régénération nationale (MORENA) | 637 099   | 41,77 | 25,71 | 7             | en stagnation | 5  | 12            | 1             |  |  |  |  |
|                                                | Parti du travail (PT)                          | 50 175                                       | 7,30      | 6,32  | 1     | en stagnation | 1             | 2  | 1             |               |  |  |  |  |
| Total coalition Continuons de faire l’histoire | Total coalition Continuons de faire l’histoire | 687 274                                      | 45,06     | 11,74 | 8     | en stagnation | 6             | 14 | 2             |               |  |  |  |  |
|                                                |                                                | Parti action nationale (PAN)                 | 408 360   | 26,77 | 4,56  | 11            | 1             | 1  | 12            | 3             |  |  |  |  |
|                                                | Parti révolutionnaire institutionnel (PRI)     | 162 124                                      | 10,63     | 2,69  | 3     | 1             | 2             | 5  | en stagnation |               |  |  |  |  |
|                                                | Parti de la révolution démocratique (PRD)      | 28 316                                       | 1,86      | 1,50  | 0     | en stagnation | 0             | 0  | en stagnation |               |  |  |  |  |
| Total Ensemble pour le bien de Chihuahua       | Total Ensemble pour le bien de Chihuahua       | 598 800                                      | 39,26     | 1,80  | 14    | 2             | 3             | 17 | 2             |               |  |  |  |  |
|                                                | Mouvement citoyen (MC)                         | Mouvement citoyen (MC)                       | 128 446   | 8,42  | 0,47  | 0             | en stagnation | 1  | 1             | en stagnation |  |  |  |  |
|                                                | Parti vert écologiste du Mexique (PVEM)        | Parti vert écologiste du Mexique (PVEM)      | 58 305    | 3,82  | 0,98  | 0             | en stagnation | 1  | 1             | 1             |  |  |  |  |
|                                                | Parti populaire (PP)                           | Parti populaire (PP)                         | 34 395    | 2,25  | Nv.   | 0             | en stagnation | 0  | 0             | en stagnation |  |  |  |  |
|                                                | Parti Mexique républicain (PMR)                | Parti Mexique républicain (PMR)              | 17 952    | 1,18  | Nv.   | 0             | en stagnation | 0  | 0             | en stagnation |  |  |  |  |
|                                                |                                                |                                              |           |       |       |               |               |    |               |               |  |  |  |  |
| Suffrages exprimés                             | Suffrages exprimés                             | Suffrages exprimés                           | 1 525 172 | 94,53 |       |               |               |    |               |               |  |  |  |  |
| Votes nuls                                     | Votes nuls                                     | Votes nuls                                   | 88 209    | 5,47  |       |               |               |    |               |               |  |  |  |  |
| Total                                          | Total                                          | Total                                        | 1 613 381 | 100   | -     | 22            | en stagnation | 11 | 33            | en stagnation |  |  |  |  |
| Abstention                                     | Abstention                                     | Abstention                                   | 1 468 929 | 47,66 |       |               |               |    |               |               |  |  |  |  |
| Inscrits/Participation                         | Inscrits/Participation                         | Inscrits/Participation                       | 3 082 310 | 52,34 |       |               |               |    |               |               |  |  |  |  |